# Analplugg

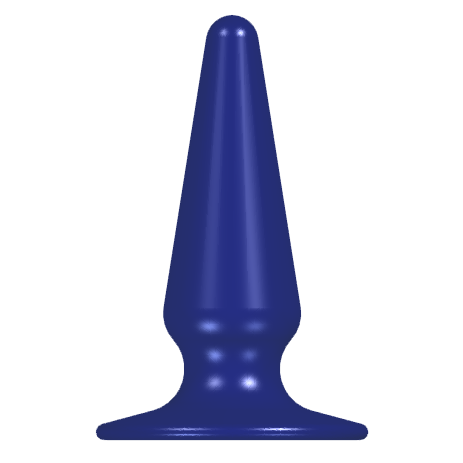
En analplugg.

Analplugg eller buttplug är ett sexuellt hjälpmedel avsett för införsel i rektum. En analplugg kan vara skapad av glas, silikon, plast, gel eller latex och är avsedd för anal stimulans. Analpluggen är oftast försedd med en kraftig utbuktning eller annan utstickande del på baksidan för att förhindra att den försvinner in i ändtarmen.